# Królewna Śnieżka

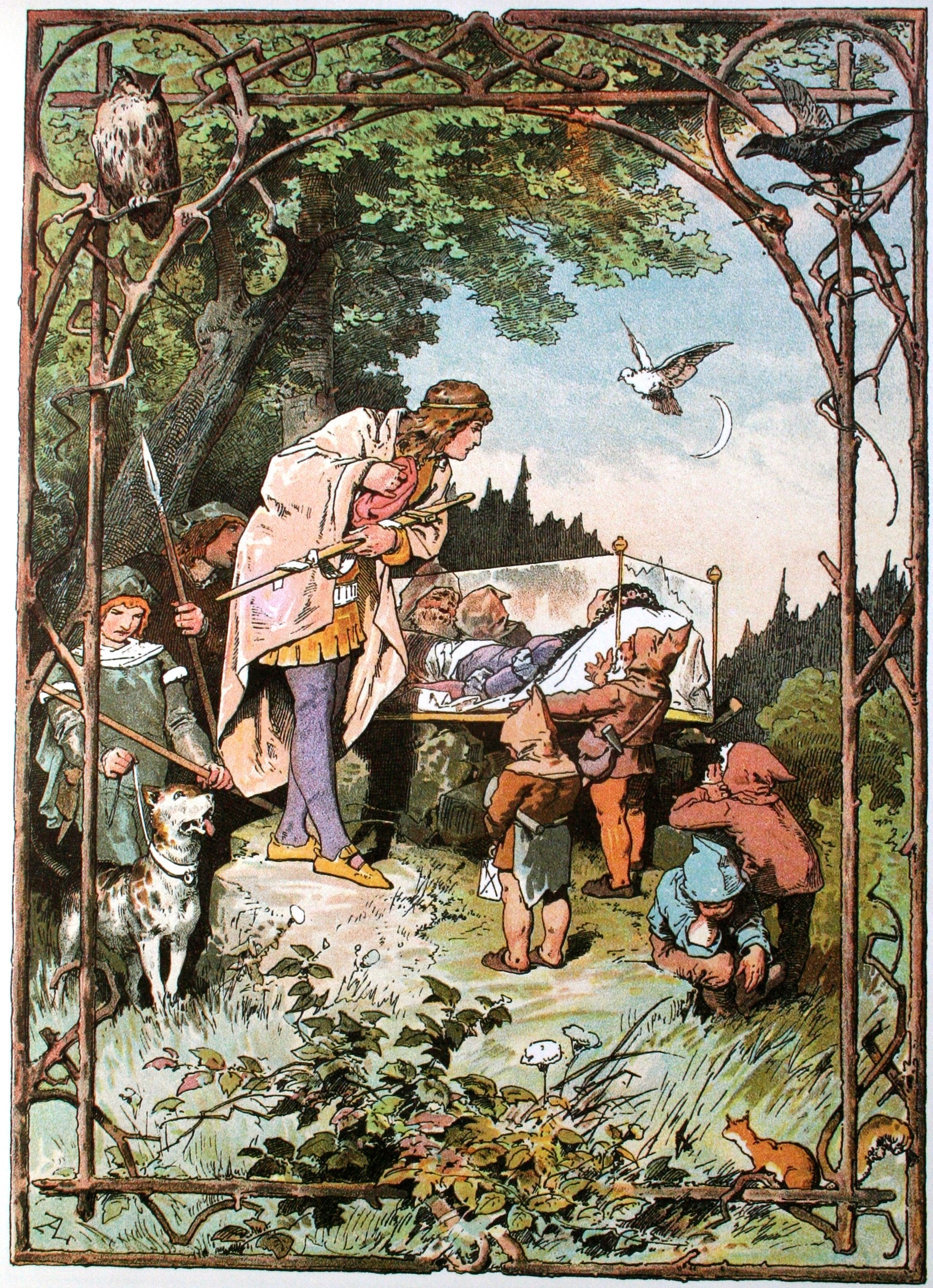
Ilustracja Alexandra Zicka (1886)

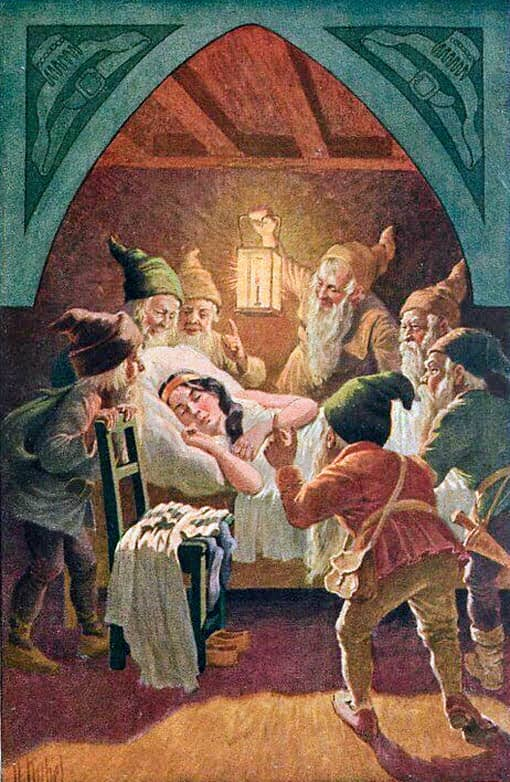
Ilustracja Otto Kubel (1930)

Pon hm  (niem. Schneewittchen) – ludowa baśń niemiecka. Po raz pierwszy spisana i opublikowana przez braci Grimm w zbiorze Baśni w 1812 roku (tom 1, nr 53).

## Treść
Na życie pięknej królewny dybie zła macocha-czarownica, zazdrosna o jej urodę. Początkowo każe ją zabić myśliwemu, a na dowód wykonania rozkazu pokazać jej serce. Myśliwy lituje się nad dziewczyną i zostawia ją w lesie, dostarczając na zamek serce zająca. Śnieżka znajduje w lesie domek, należący do krasnoludków i zamieszkuje z nimi. Zła macocha dowiaduje się, że Śnieżka żyje i, zmieniając postać, trzy razy usiłuje ją zabić. Za pierwszym razem ofiarowuje dziewczynie gorset (lub pas), którym próbuje ją udusić, za drugim daje jej zatruty grzebień. Dwukrotnie przybycie krasnoludków ratuje królewnę, jednak za trzecim razem Śnieżka zjada połowę zatrutego jabłka. Zrozpaczone krasnoludki, myśląc, że nie żyje, układają ją w szklanej trumnie. Przejeżdżający nieopodal książę, zachwycony urodą dziewczyny, błaga, by krasnoludki podarowały mu ciało Śnieżki. Podczas poruszenia trumny Śnieżce wypada z ust zatruty kawałek jabłka i budzi się ona do życia. Książę natychmiast się jej oświadcza. Zła macocha zostaje zaproszona na ich wesele, gdzie przerażona przekonuje się, że młoda królowa jest jej pasierbicą. Za próby zabójstwa zostaje skazana na tańczenie w rozżarzonych, żelaznych butach, dopóki nie padnie martwa.

## Różne wersje
W pierwszej wersji wydanej przez Grimmów czarnym charakterem była zazdrosna matka Śnieżki. Uważa się, że zmiana w późniejszych wersjach na macochę miała służyć stonowaniu tej historii.
U Grimmów dowodem na śmierć Śnieżki, który ma przynieść myśliwy, są płuca i wątroba, zastąpione przez litościwego mężczyznę wnętrznościami dzika. W filmie Disneya, a także w niektórych tłumaczeniach, płuca i wątroba zostały zastąpione sercem, a dzik zającem.
Często spotykane jest też nieco odmienne zakończenie, spopularyzowane przez film Disneya, w którym Śnieżkę ożywia pocałunek księcia – prawdopodobnie wzorowane na Śpiącej królewnie.

## Imiona krasnoludków
W baśni Braci Grimm nie pojawiają się imiona krasnoludków, są one wymyślone przez wytwórnię Disneya, a są one następujące:
- Mędrek
- Gburek
- Apsik
- Wesołek
- Śpioszek
- Gapcio
- Nieśmiałek

## Nawiązania w kulturze

### Filmy i seriale
- Królewna Śnieżka i siedmiu krasnoludków – film Walta Disneya z 1937 roku
- Festiwal bajek – amerykański serial animowany (1972–1973) (odc. 19)
- Baśnie braci Grimm – japoński serial animowany (1987–1988) (4 części, odcinki 10-13, seria 1)
- Królewna Śnieżka – film z 1992 roku
- Królewna Śnieżka – japoński serial animowany z 1994 roku
- Skarbczyk najpiękniejszych bajek (Królewna Śnieżka – odcinek 8) – japoński serial animowany z 1995 roku
- Baśnie Braci Grimm: Simsala Grimm (Królewna Śnieżka – odcinek 21, seria 2) – niemiecki serial animowany z 1999 roku
- Królewna Śnieżka – film z 2001 roku
- Królewna Śnieżka – film z 2009 roku
- Królewna Śnieżka – film z 2012 roku
- Królewna Śnieżka i Łowca – film z 2012 roku
- Dawno, dawno temu (Once Upon a Time) – serial telewizyjny przedstawiający kolejne adaptacje baśniowych opowieści, gdzie na główny plan wysunięto wątek Śnieżki i Księcia.

- Zła Królowa
- Królewna Śnieżka
- Książę z Bajki

- Łowca
- Gburek
- Krasnoludki

- Lustereczko
- matka Śnieżki
- ojciec Śnieżki

### Inne dzieła
- Królewna Śnieżka i siedmiu krasnoludków – balet z muzyką Bogdana Pawłowskiego
- Królewna Śnieżka i siedmiu krasnoludków – sztuka teatralna Magdaleny Piekorz
- w Kijowie w 1908 r. w teatrze letnim Chateau-des-Fleurs (Dyrekcja S. Nowikowa) wystawiano bajkę pod tytułem „Śpiąca królewna i siedem karzełków” / wg informacji z „Dziennika Kijowskiego"
- Wiedźmin 3: Dziki Gon (gra komputerowa)

## Galeria
Ilustracje do Śnieżki autorstwa Franza Jüttnera, 1905

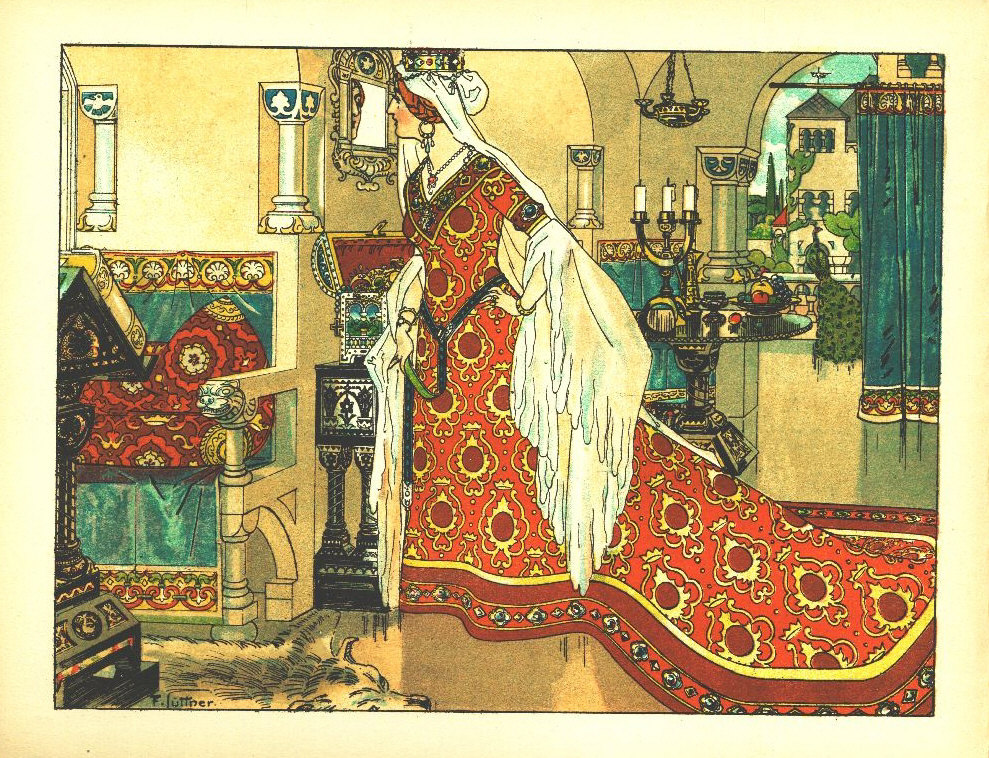
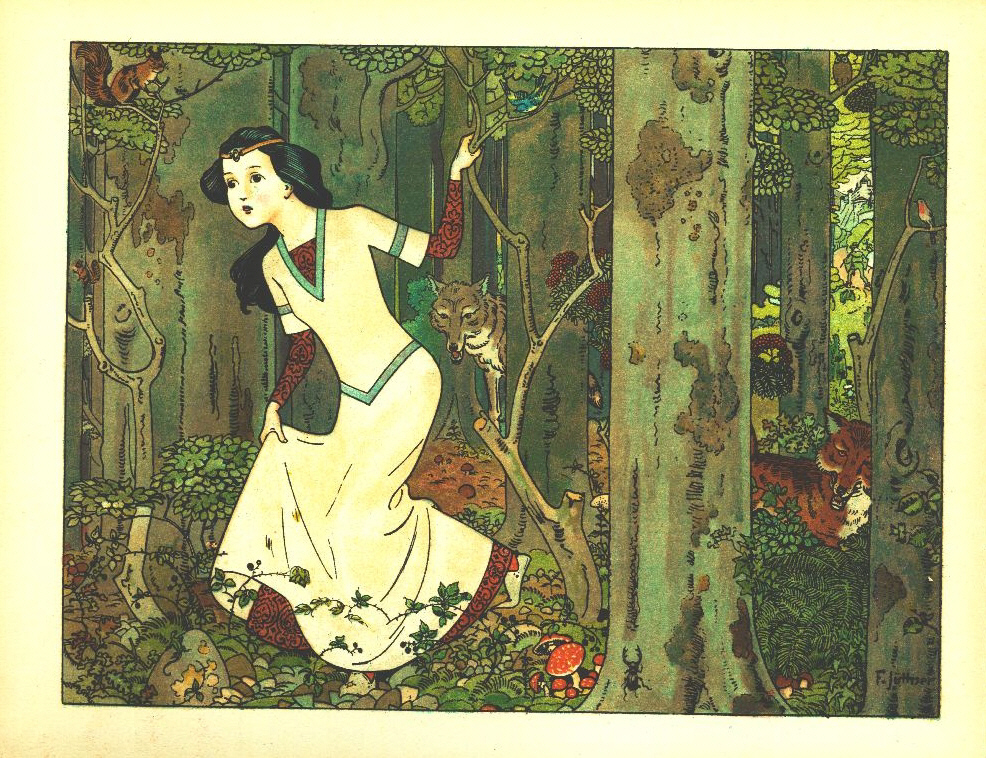
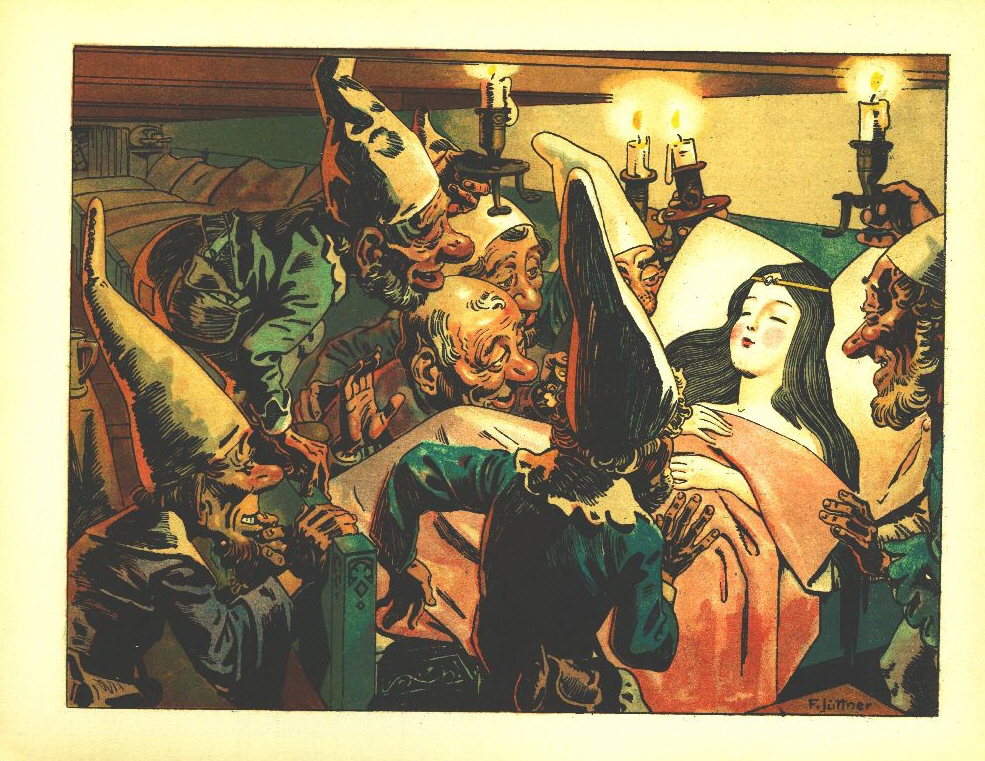
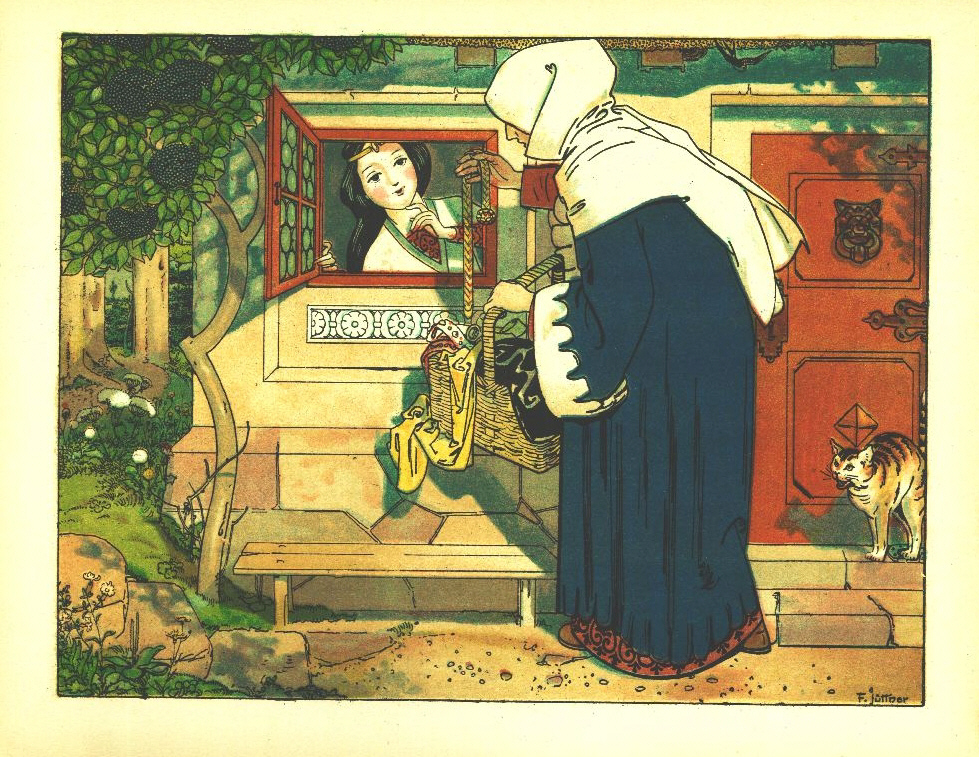
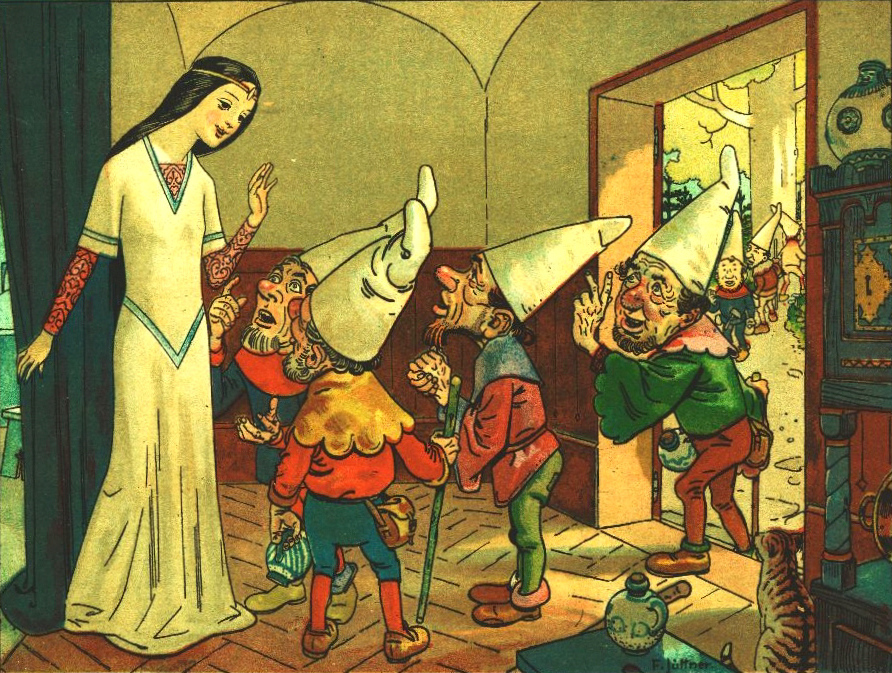
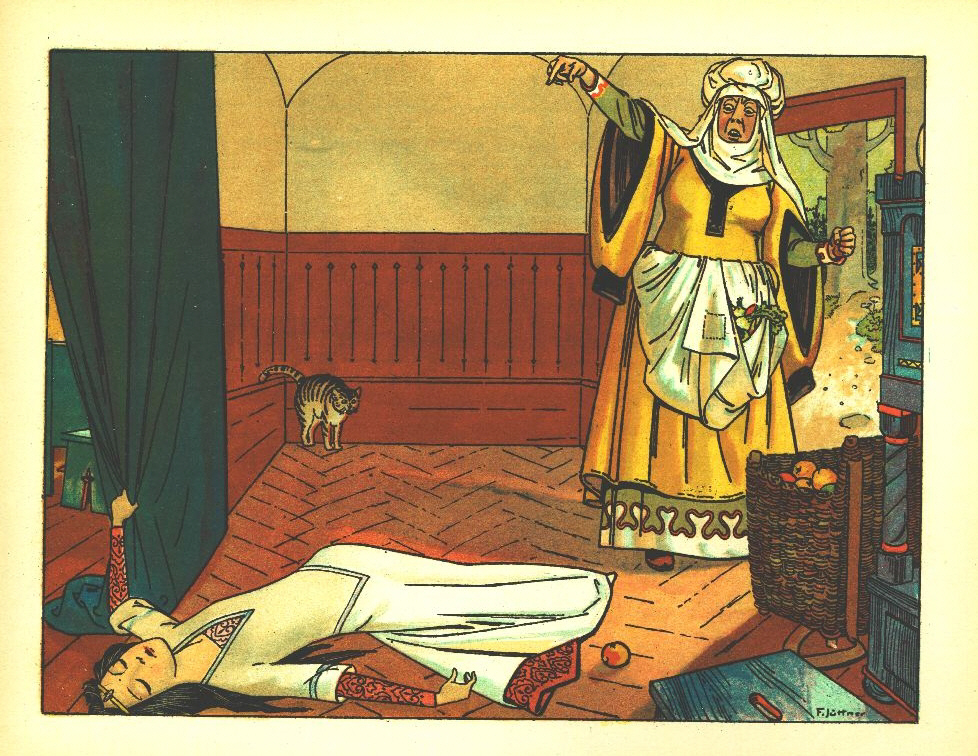
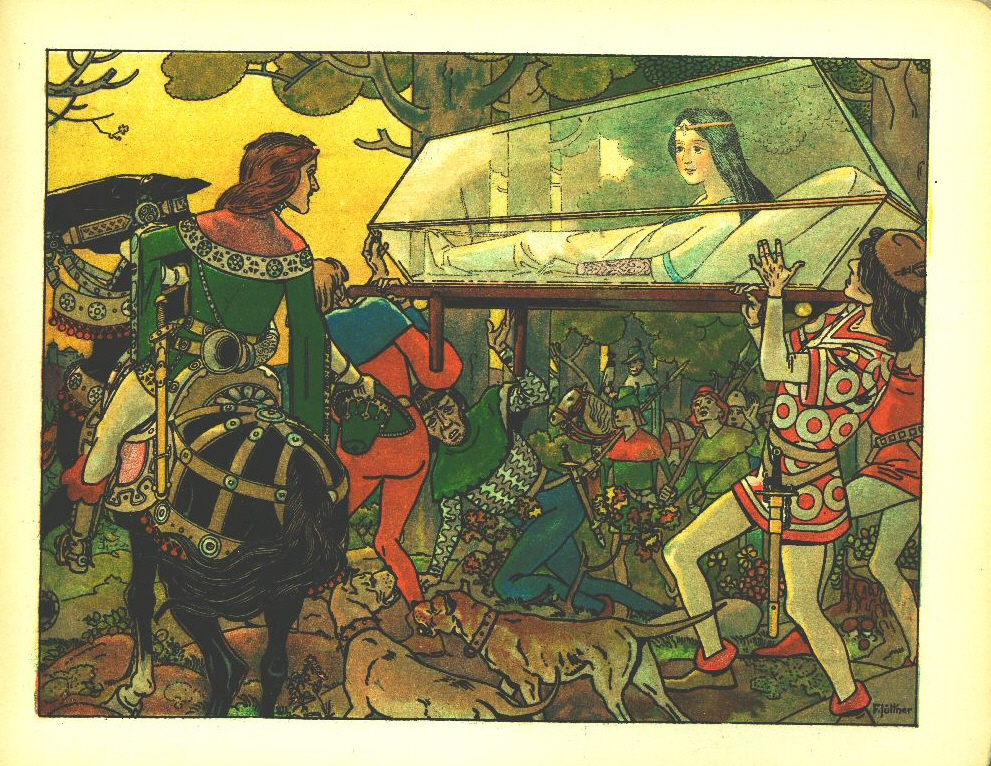
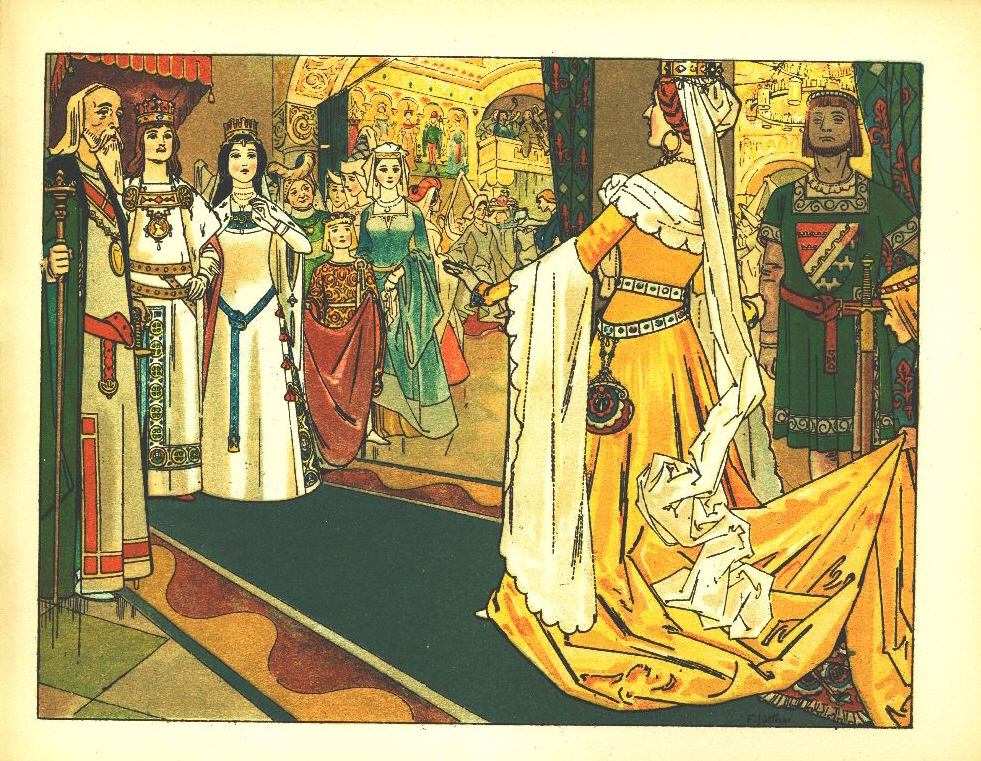